# Danai van Weerdenburg
Vicky Dafne Danai van Weerdenburg (Amstelveen, 1 augustus 1976) is een Nederlands juriste en voormalig politicus namens de Partij voor de Vrijheid. Zij was van 23 maart 2017 tot en met 5 december 2023 lid van de Tweede Kamer der Staten-Generaal. Daarvoor was ze van 9 juni 2015 tot 21 maart 2017 lid van de Eerste Kamer der Staten-Generaal.

## Biografie
Van Weerdenburg stamt uit een juristengezin en studeerde zelf ook rechten aan de Universiteit van Amsterdam. Na de Tweede Kamerverkiezingen 2006 solliciteerde ze als medewerker voor de PVV-fractie en werkte vervolgens 3,5 jaar als beleidsmedewerker voor PVV-partijleider Geert Wilders. In 2012 kwam Van Weerdenburg als hoogste nieuwkomer op plaats 18 van de PVV-kandidatenlijst voor de Tweede Kamerverkiezingen van 2012, maar bleef medewerker tot 22 juni 2015.
Bij de Eerste Kamerverkiezingen van 2015 werd Van Weerdenburg, die op de zesde plaats van de kandidatenlijst van de PVV stond, gekozen als lid van de Eerste Kamer. Zij werd geïnstalleerd op 9 juni 2015.
Bij de Tweede Kamerverkiezingen van 2017 werd Van Weerdenburg, die op de veertiende plaats van de kandidatenlijst van de PVV stond, gekozen als lid van de Tweede Kamer. In verband hiermee trad zij op 21 maart 2017 af als lid van de Eerste Kamer. Sinds 2021 is zij rapporteur Groot project Grensverleggende IT. Bij de Tweede Kamerverkiezingen van 2023 was ze niet meer verkiesbaar, waardoor ze op 5 december 2023 de Kamer verliet.